# H. Peter Kahn
Hans Peter Kahn (* 5. Juli 1921 in Leipzig; † 16. Februar 1997 in Trumansburg) war ein US-amerikanischer Maler, Zeichner, Kalligraph, Kulturphilosoph und Hochschullehrer, der mehrere Jahrzehnte an der Cornell University lehrte.

## Leben

### Vertreibung aus Deutschland, Frühe New Yorker Jahre, GI
Hans Peter Kahn, 1921 in Leipzig geboren und in Schwaben aufgewachsen, besuchte die weltweit erste Waldorf-Schule in Stuttgart und danach das Gymnasium in Stuttgart. 1937 konnte er mit einem Teil seiner jüdischen Familie nach New York emigrieren, um der Verfolgung durch die Nationalsozialisten zu entrinnen. Sein Vater Emil Kahn war Komponist und Dirigent, seine Mutter, Nellie Budge Kahn, Harfenistin und Dichterin. Sein sechs Jahre jüngerer Bruder Wolf Kahn war ebenfalls bildender Künstler, der es zu internationaler Anerkennung brachte. In New York fand Kahn zunächst als Schaufensterdekorateur eine Anstellung, bevor er ein Studium am Pratt Institute in Brooklyn begann. Er nutzte sein graphisches Talent als Organisator gewerkschaftlicher Zusammenkünfte und Aktionen und als kommerzieller Designer. 1942 wurde er Soldat (GI) in der US Army.
Nach seinem aktiven Dienst als Soldat auf verschiedenen Kriegsschauplätzen in Europa war Kahn 1945 in der Vorbereitungsphase der Nürnberger Prozesse als Dolmetscher tätig und kehrte im selben Jahr nach New York zurück. Anschließend studierte er an der Art Students League bei Vaslav Vytlacil. Auf Anregung Vytlacils, zu dessen Studierenden auch Willem de Kooning, Robert Rauschenberg und  Cy Twombly gehörten, erhielt Kahn ein Stipendium an der Hans-Hofmann Schule in New York. Der deutschstämmige Hofmann hatte bereits während seiner Münchner Zeit Kunstunterricht in moderner Malerei gegeben, und später in Kalifornien und New York seine an Cezanne und Kandinsky geschulte Kunstauffassung jungen amerikanischen Künstlern vermittelt.

### Künstlerische Ausbildung, erste Lehrverpflichtungen
1947 lernte Kahn die Schriftstellerin Ruth Stiles Gannett kennen und heiratete sie. Stiles Gannett wurde später durch ihre Kinderbücher berühmt; vor allem durch ihr Buch My Father’s Dragon. Seit 1949 war Kahn Assistent an der Hofmann-Schule in Provincetown, Massachusetts. Im folgenden Jahr erwarb er einen Bachelor-Abschluss in Kunst und 1952 einen Master-Abschluss in Philosophie von der New York University. Ab 1949 unterrichtete er am Sarah Lawrence College und von 1952 bis 1954 an der Louisiana State University in Baton Rouge. Im gleichen Jahr wurde er Leiter der künstlerischen Fakultät am Hampton Institute, der heutigen Hampton University in Virginia. Trotz Experimenten mit abstrakter Kunst lag der Schwerpunkt von Kahns künstlerischem Schaffen auf gegenständlicher Malerei und Zeichnungen, zu seinen bevorzugten Sujets zählten bis zu seinem Lebensende Landschaften und Porträts.

### Professur in Cornell und Victoria, interdisziplinäre Kunstgeschichte
1957 nahm Kahn eine Anstellung im Fine Arts Department der Ivy League Universität Cornell University an, wo er bis zu seiner Emeritierung blieb. Er bewohnte mit seiner Frau und seinen fünf Töchtern eine Farm im nahegelegenen Etna, New York. An der Universität unterrichtete Kahn Malerei, Grafik und Kalligraphie. Er schrieb zwei Lehrbücher über die Kunst der Kalligraphie und Buchausstattung. Er produzierte auch Bühnenbilder für das Theater. Mit verschiedenen grafischen Techniken schuf er zahlreiche politische Plakate und Ankündigungen von Cornell-Konzerten und -Vorträgen.
Als Protest gegen den Vietnamkrieg gingen Kahn und Stiles Gannett 1968 mit ihrer Familie an die Universität von Victoria in Victoria (British Columbia), Kanada, wo Kahn Buchkunst, Malerei und Kunstgeschichte lehrte. 1970 kehrte Kahn an die Cornell University zurück. Dort unterrichtete er kunstgeschichtliche Kurse und war einer der Anreger für interdisziplinäre Lehrveranstaltungen mit Kollegen aus den Bereichen Philosophie, Musik und Literatur. Seine frühe Waldorf-Erziehung und sein amerikanischer Pragmatismus verbanden sich bei Kahn zu einer integrierten, aus interdisziplinärer Praxis und Theorie bestehenden Auffassung des Lebens und Lernens.
In den folgenden Jahren wurden zwei weitere Töchter geboren und im Laufe der Zeit wurden das renovierte Bauernhaus und die Gärten der Kahns zum Sonntagsziel, gelegentlich auch zum zeitweisen Zufluchtsort, für eine Reihe später weltbekannter Cornell-Studenten, denen Kahn ein Mentor, Freund und künstlerischer Ratgeber war, darunter Richard Fariña, Gordon Matta, Thomas Pynchon und C. Michael Curtis. Kahn war ein begabter Koch, der das Spätzleschaben in seiner schwäbischen Jugend gelernt und an mehrere amerikanische Künstler weitergegeben hat. Auch Aktivisten der amerikanischen Friedensbewegung wie Daniel Berrigan und Joan Baez gehörten zu den Freunden der Kahn-Stiles Gannetts.
Zusätzlich zu seinem regulären Unterrichtspensum war Kahn Vorsitzender des Advanced Placement in Art Program beim Educational Testing Service (1970–1974) und Gastkünstler und Lehrer von Meisterkursen an internationalen Universitäten und Kunsthochschulen wie der University of Virginia, dem Londoner Royal College of Art, Cal Tech, der New York University und dem Hobart College.
Nach seiner formellen Pensionierung im Jahr 1984 war Kahn weiterhin engagiert für das Cornell Sommer-Alumni-Programm tätig. Er organisierte kunsthistorische Studienreisen, u. a. nach London und Paris, sowie nach Holland und nach Belgien. Kahn und seine Frau verbrachten 1985–1986 in Hamburg, wo sie das Cornell Abroad Program an der Universität Hamburg leiteten und Kahn auch ein kunstgeschichtliches Seminar veranstaltete. Zudem engagierten sich beide in der deutschen Friedensbewegung. Nach ihrem Umzug nach Trumansburg, New York, richtete sich Kahn eine Druckerei in einer alten Scheune ein. Er unterrichtete weiterhin Maltechniken, Typografie, Kalligraphie und Druckgrafik. Auch malte er weiterhin selbst, fertigte Holzschnitte und Buchillustrationen sowie Plakate und Theaterdekorationen an. Er war zwanzig Jahre lang engagiertes Mitglied der Freiwilligen Feuerwehr von Trumansburg, New York; bei einem Einsatz der Feuerwehr starb er 1997 an Herzversagen.

## Werke (Auswahl)

### Buchveröffentlichungen
- David Frankel (Hg.): Learning from the Masters of Modern Art. Cornell, NY 2012.
- Letters, Lines and Pages, a Practical Book of Letters. Fall Creek Press, Ithaca, NY 1982.
- A Little Writing Book. The Crossing Press, Trumansburg, NY 1979

### Buchillustrationen
- Giovanni Battista Gelli: Circe. Cornell University Press, Ithaca, NY 1965.
- Archie Ammons: 4 Landscapes. Fall Creek Press, Ithaca, New York 1965.

### Ausstellungen
- 1962: Paintings, Drawings and Prints, Gallery RJ, New York, NY
- 1967: Paintings, Drawings and Prints, Andrew Dickson White House, Cornell University, Ithaca, NY
- 1968: Paintings, Drawings and Prints, Upstairs Gallery, Ithaca, NY
- 1969: Retrospective, Alfred University, Alfred, NY
- 1974: Paintings, Drawings and Prints, Upstairs Gallery, Ithaca, NY
- 1980: Paintings, Malott Hall, Cornell University, Ithaca, NY
- 1983: Paintings and Prints, Artworks, Sibley, Rochester, NY
- 1984: Retrospective, Johnson Museum, Cornell University, Ithaca, NY
- 1994: Retrospective, Wells College, Aurora, NY
- 1995: Woodcuts, Sola Gallery, Ithaca, NY